# Santa Cruz Vista Alegre
Santa Cruz Vista Alegre är en ort i Mexiko.   Den ligger i kommunen Mazatepec och delstaten Morelos, i den sydöstra delen av landet, 80 km söder om huvudstaden Mexico City. Santa Cruz Vista Alegre ligger 980 meter över havet och antalet invånare är 598.
Terrängen runt Santa Cruz Vista Alegre är kuperad västerut, men österut är den platt. Runt Santa Cruz Vista Alegre är det ganska tätbefolkat, med 129 invånare per kvadratkilometer. Närmaste större samhälle är Puente de Ixtla, 14,4 km sydost om Santa Cruz Vista Alegre. I omgivningarna runt Santa Cruz Vista Alegre växer huvudsakligen savannskog.